# Pseudocella elegans
Pseudocella elegans är en rundmaskart. Pseudocella elegans ingår i släktet Pseudocella, och familjen Leptosomatidae. Arten är reproducerande i Sverige.